# Dead Horse Point State Park

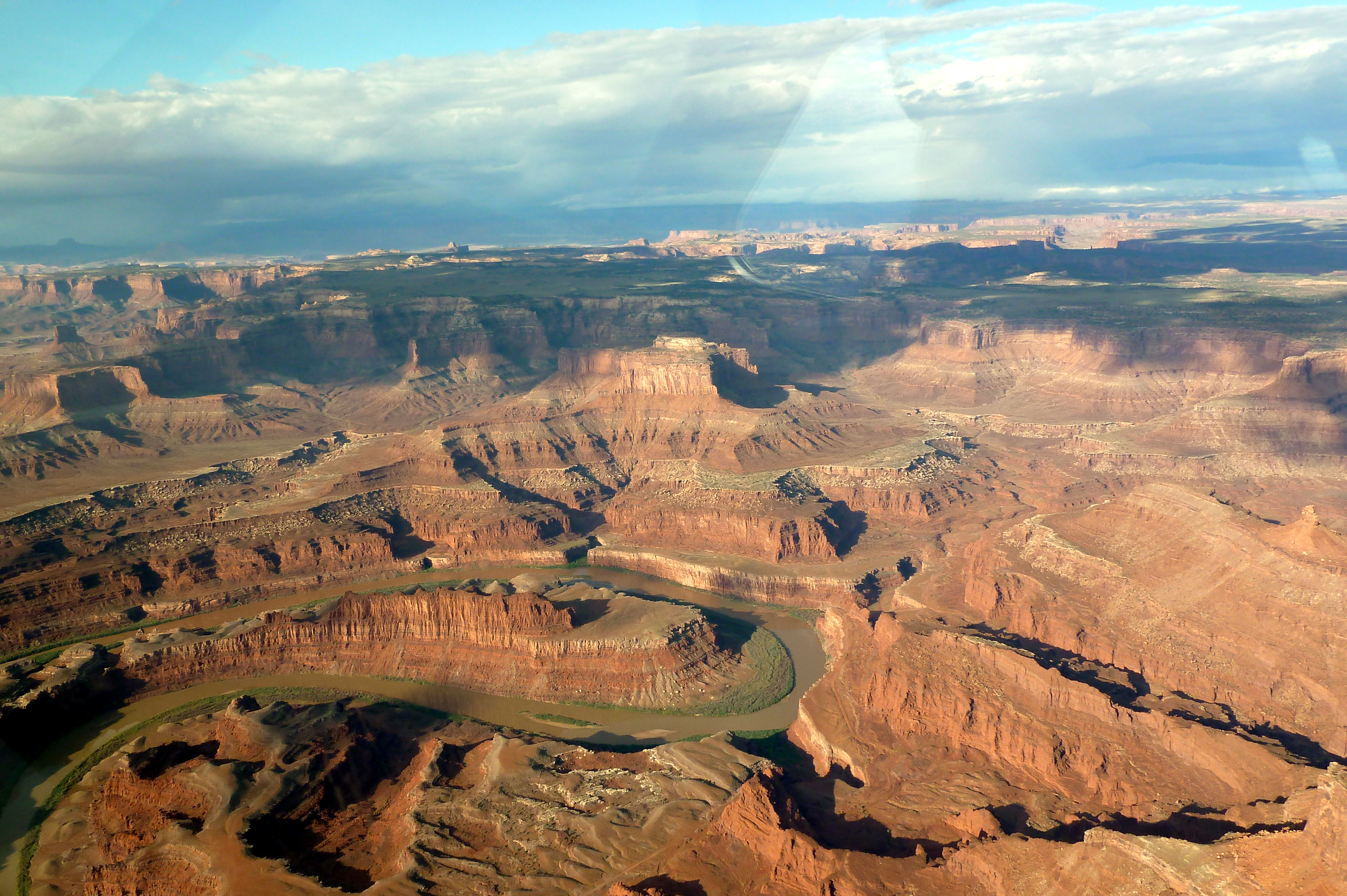
Blick auf den Dead Horse Point aus dem Flugzeug

Der Dead Horse Point State Park ist ein 21,7 km² großer State Park in Utah in unmittelbarer Nähe nordöstlich des Canyonlands National Park. Von der südlichen Spitze hat man einen besonderen Ausblick aus 1731 m Höhe auf den über 600 m tiefer gelegenen Colorado River, der an dieser Stelle eine 180°-Kehre macht. Der State Park ist über die SR 313 von Moab erreichbar; ein Visitor Center und ein Campingplatz sind dort eingerichtet.
Der Name des Gebiets ist auf eine Nutzung im 19. Jahrhundert zurückzuführen, als Cowboys und Pferdediebe das vorstehende Hochplateau mit den an allen Seiten steil abfallenden Kanten als natürliche Koppel benutzten. Das Hochplateau ist mit der restlichen Hochebene nur über einen schmalen Bergrücken verbunden, der an der engsten Stelle lediglich 27 m breit ist. Diese Stelle wurde mit Ästen und Gestrüpp versperrt, so dass die Pferde dort eingeschlossen waren.
Einer Legende nach wurden nur allerdings die Pferde, die zur Zucht aussortiert wurden, von diesem Plateau auch wieder zurückgeführt. Für die zurückgelassenen Pferde endete der weitere Aufenthalt in der Regel tödlich, weil es auf der beschränkten kargen Fläche kaum geeignete Nahrung, keine natürlichen Wasserquellen oder Schattenplätze gab. Sie verdursteten in der Regel, trotz dass ca. 120 m unter ihnen der Colorado vorbeifloss. Daraus resultiere der Name des State Parks „Dead Horse Point“ (= „Stelle (bzw. Platz) der toten Pferde“).
Die Wasserknappheit (im Schnitt fallen 25 cm Niederschlag pro Jahr) wirkte sich auf Fauna und Flora des State Parks gravierend aus. Die Pflanzen haben die Größe ihrer Blätter reduziert, um die Verdunstung zu reduzieren. Einige Pflanzen haben ihre Blätter mit einer Wachsschicht überzogen und reduzieren damit ihren Wasserverlust. Die Tiere in dieser Gegend sind überwiegend nachtaktiv.
Die Gegend wurde u. a. 1991 für den Film Thelma & Louise als Kulisse und Drehort für die Grand-Canyon-Szenen genutzt sowie im Jahr 2000 für die Kletterszene von Tom Cruise in Mission: Impossible II.